# Grupo Sal

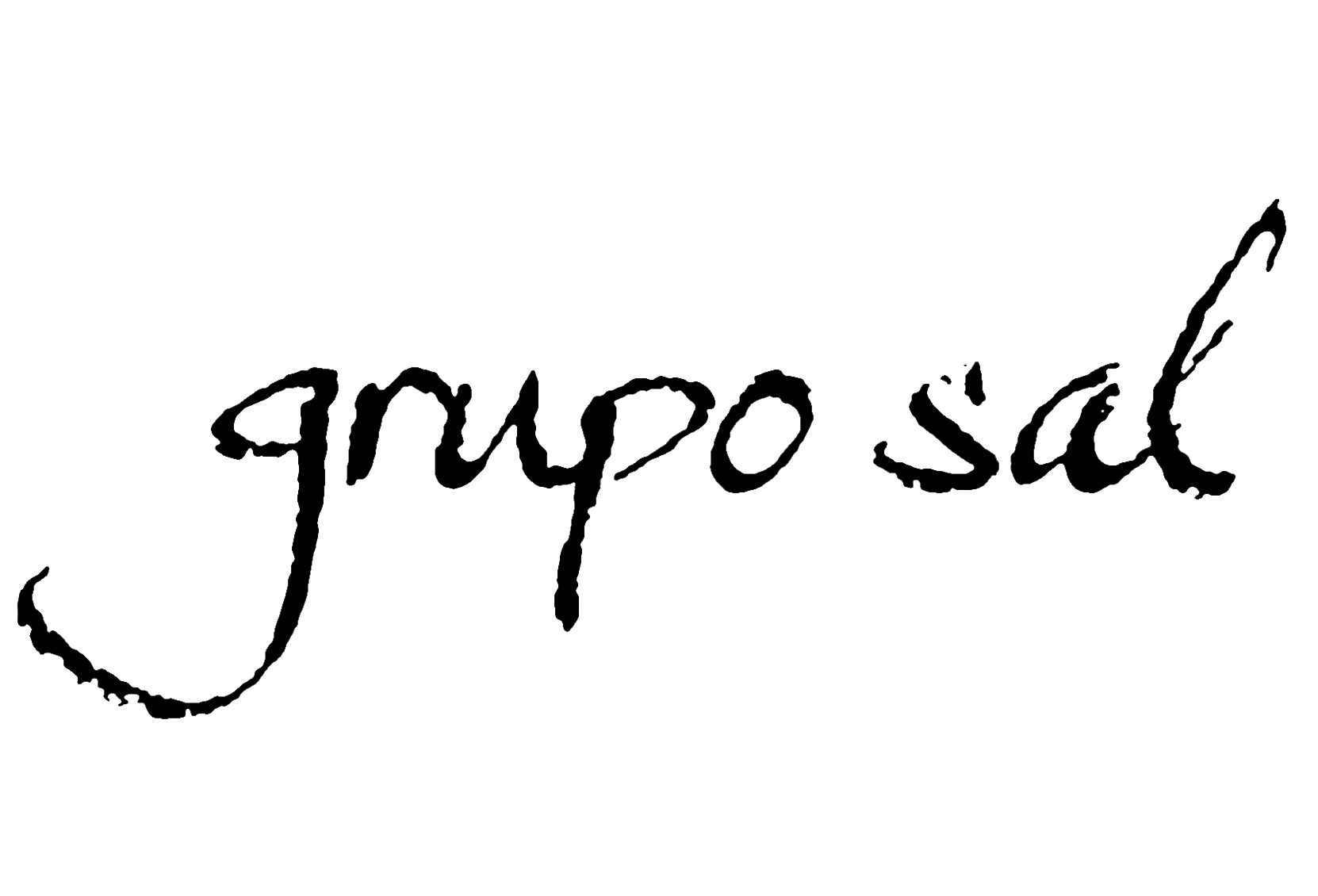
Logo Grupo Sal

Grupo Sal ist eine lateinamerikanische Musikgruppe, die seit ihrer Gründung 1982 auf brisante entwicklungs- und umweltpolitische Themen musikalisch-künstlerisch aufmerksam macht. Durch ihre Programme bezieht Grupo Sal Position für eine gerechte Welt, ein würdevolles Miteinander und ruft zu einer Begegnung der Völker und solidarischem Engagement auf.

## Bandgeschichte
1982 wurde Grupo Sal von Fernando Dias Costa aus Portugal (Vocals, Percussion) und Roberto Deimel aus Chile (Vocals, Percussion, Cuatro, Gitarre) gegründet.
Mittlerweile bildet Fernando Dias Costa gemeinsam mit Aníbal Civilotti den musikalischen Kern der Gruppe: Fernando Dias Costa aus Portugal, geprägt von Fado und von der Musik der Nelkenrevolution, kam 1977 nach Deutschland. Aníbal Civilotti entstammt einer traditionsreichen Tango-Familie in Argentinien. 1976 floh er vor der Diktatur zunächst auf die Kanaren, wo er reiche Salsa-Erfahrungen sammelte. Mit seiner langjährigen Erfahrung als Percussionist vitalisiert Aníbal die afrokaribischen Lieder. Das Zusammenspiel der beiden Stimmen prägt den unverkennbaren, facettenreichen Vokalsound der Gruppe.
Vier weitere Musiker vervollständigen die Band: das Multitalent Omar Plasencia aus Venezuela (Vibraphon, Perkussion, Gitarre, Vocals), Harald Schneider aus Deutschland (Sopran- und Tenorsaxophon, Klarinette), Andreas Franke aus Deutschland (Sopran- u. Tenorsaxophon, Klarinette) sowie Kurt Holzkämper (bis 2017) aus Deutschland (Kontrabass). Branko Arnšek aus Slowenien (Kontrabass) ist seit 2021 in der Gruppe. Sie alle verleihen den Liedern durch spielerische, improvisatorische Jazzelemente eine Leichtigkeit.
2022 feiert Grupo Sal ihr 40-jähriges Bestehen.

## Musik
Grupo Sal schlägt Brücken zwischen den vielfältigen musikalischen Landschaften Lateinamerikas und brisanten entwicklungs- und umweltpolitischen Themen. Ihre Interpretation wird einzigartig durch traditionelle, zeitgenössische und klassische Musik, die mit leidenschaftlicher Virtuosität vorgetragen wird.
Inspiriert von den indianischen, afrikanischen und europäischen Wurzeln bis hin zu den neusten Entwicklungen multikultureller Szenen der pulsierenden Metropolen, präsentiert Grupo Sal eine eigenständige Interpretation lateinamerikanischer Musik. Andreas Francke, Aníbal Civilotti und Omar Plasencia prägen die Programme mit eigenen Kompositionen und Arrangements.

## Kooperationen
In enger Zusammenarbeit mit Pan y Arte drückt Grupo Sal ihre Verbundenheit mit Nicaragua aus. Dabei unterstützen sie unter anderem das Kulturprojekt „Casa de los tres mundos“ (dt.: Haus der drei Welten).
Mit den Jahren entwickelte sich die Tradition, mit engagierten Persönlichkeiten, Schriftstellern und Schauspielern zusammenzuarbeiten und gemeinsame Konzertlesungen durchzuführen: So entstanden zum Beispiel mit Dietmar Schönherr, in jahrzehntelanger produktiven Freundschaft, Programme wie "500 Jahre Einsamkeit", "Nicaragua mi Amor" und "Den Kindern des Südens".
Seit 1993 verband Grupo Sal eine enge Freundschaft und Zusammenarbeit mit dem 2021 verstorbenen Befreiungstheologen Ernesto Cardenal. Seitdem gaben sie gemeinsam über 400 Konzertlesungen. Die Tournee „Aus Sternen geboren“ im Herbst 2012 widmete sich dessen neu erschienenen poetischen Gesamtwerk.
Weitere erfolgreiche Tourneen gab es mit der Schriftstellerin Gioconda Belli aus Nicaragua und der inzwischen verstorbenen Theologin Dorothee Sölle und mit Fulbert Steffensky.
Grupo Sal präsentierte ab 2010, über viele Jahre hinweg, das Programm "Konzert für Amazonien" mit Abadio Green, vom Volk der Tule, Thomas Brose vom Klima-Bündnis und dem iranischen Zeichner und Projektions-Künstler Mehrdad Zaeri. Darüber hinaus begleitete Grupo Sal Bischof Álvaro Ramazzini (Guatemala) auf seinen Deutschland-Reisen bei Auftritten zum Thema "Der vergessene Frieden - Menschenrechte in Guatemala".
Seit 2014 entfaltete sich eine ausgesprochen kreative Zusammenarbeit mit dem ecuadorianischen Politiker und Intellektuellen  Alberto Acosta. Gemeinsam entwickelten sie das Programm "Buen Vivir - das Recht auf ein gutes Leben".
Neben zwei Projekten mit der Schriftstellerin Gioconda Belli wurden 2018 weitere erfolgreiche Projekte ins Leben gerufen: Zum einen entstand das Projekt „Die Welt im Zenit“ mit Patrica Gualinga. Zum anderen entwickelte sich das Zusammentreffen von Alberto Acosta und Nico Paech  u. a. im Rahmen des Programms „Buen vivir meets Postwachstumsökonomie“.

## Partner
- Dietmar Schönherr (Film-, Fernseh- und Theaterschauspieler)
- Ernesto Cardenal (Befreiungstheologe und Schriftsteller)
- Gioconda Belli (Schriftstellerin)
- Dorothee Sölle (Theologin und Schriftstellerin)
- Siegfried Pater (Journalist, Buch- und Filmautor)
- Wolfram Frommlet (Dramaturg, Schauspieler und Schriftsteller)
- Fulbert Steffensky (Religionspädagoge)
- Álvaro Ramazzini (Bischof von San Marcos)
- Thomas Brose (Agraringenieur und Geschäftsführer Klimabündnis)
- Abadio Green Stocel (Indigener Führer und Ethnolinguist)
- Mehrdad Zaeri (Projektionskünstler)
- Patricia Gualinga (indigene Aktivistin)
- Alberto Acosta (ecuadorianischer Wirtschaftswissenschaftler und Politiker)
- Niko Paech (deutscher Volkswirt)

## Programme
| 1987      | „Nicaragua mi Amor“ Musikalisch-Literarische Reise mit Dietmar Schönherr                                         |
| 1991–1992 | „500 Jahre Einsamkeit. Kritische Collage zur Eroberung Lateinamerikas“ mit Dietmar Schönherr                     |
| 1993      | „Aber die Hoffnung bleibt“ mit Ernesto Cardenal und Dietmar Schönherr                                            |
| 1993–1994 | „Caras - Gesichter“ Konzertprogramm                                                                              |
| 1993–1995 | „Encuentros - Zauber gegen die Kälte“ Konzertprogramm                                                            |
| 1994–1995 | „Aber die Hoffnung bleibt“ mit Ernesto Cardenal und Klaus Götte                                                  |
| 1995–1996 | „Erotische Gedichte und Waslala“ mit Gioconda Belli                                                              |
| 1996–1997 | „Von Träumen und Utopien“ Collage                                                                                |
| 1996–1997 | „Der kosmische Gesang“ mit Ernesto Cardenal und Klaus Götte                                                      |
| 1997–2001 | „De Maiz y Fuego - Von Mais und Feuer“ Konzertprogramm                                                           |
| 1997–2001 | „Verrückt nach Licht“ mit Dorothee Sölle                                                                         |
| 1998      | „Mit Liebe füllen diesen blauen Planeten“ mit Ernesto Cardenal und Klaus Götte                                   |
| 1998–2001 | „Wasser ist Leben“ mit Siegfried Pater                                                                           |
| 1999–2001 | „Canto del Agua - Gesang des Wassers“ Konzertprogramm                                                            |
| 2000–2001 | „Nuevas Visiones - Entwicklung braucht Entschuldung“ mit Wolfram Frommlet                                        |
| 2001–2002 | „Die blutroten Tomaten der Rosalia Morales“ mit Dietmar Schönherr                                                |
| 2002      | „Solentiname oder die Poesie Gottes“ mit Ernesto Cardenal                                                        |
| 2002–2003 | „Das Lied der Erde singen - in einer Welt der Gewalt“ mit Dorothee Sölle                                         |
| 2003      | „Ich bin Sehnsucht, verkleidet als Frau“ mit Gioconda Belli                                                      |
| 2004      | „Im Herzen der Revolution“ mit Ernesto Cardenal                                                                  |
| 2004–2007 | „FAIRwandlungen - Traum einer gerechten Zukunft“ mit Siegfried Pater                                             |
| 2005      | „Das Manuskript der Verführung“ mit Gioconda Belli                                                               |
| 2005      | „Esperanza - wider den Luxus der Hoffnungslosigkeit“ mit Fulbert Steffensky                                      |
| 2005      | „Der vergessene Frieden - Menschenrechte in Guatemala“ mit Bischof Alvaro Ramazzini                              |
| 2006–2008 | „Canto a la vida - Gedichte von Liebe, Mystik und Revolution“ mit Ernesto Cardenal                               |
| 2006–2011 | „Sin Fronteras - grenzenlos“ Konzertprogramm                                                                     |
| 2007      | „Träger der Träume“ Konzertlesung mit Gioconda Belli                                                             |
| 2009–2012 | „Den Himmel berühren“ Konzertlesung mit Ernesto Cardenal                                                         |
| 2009      | „Spiel mir das Lied vom Brot“ Collage zum Thema Nahrungsgerechtigkeit mit Katharina Morello und Ruedi Baumann    |
| 2010–2016 | „Konzert für Amazonien - Stimmen-Klänge-Bilder“ Konzert-Collage mit Abadio Green, Thomas Brose und Mehrdad Zaeri |
| 2011–     | „Horizontes“ Konzertprogramm zum 30-jährigen Jubiläum                                                            |
| 2012      | „Republik der Frauen“ Konzertlesung mit Gioconda Belli anlässlich ihres neuen Romans                             |
| 2012      | „Aus Sternen geboren“ mit Ernesto Cardenal anlässlich der Neuausgabe seines Gesamtwerkes                         |
| 2013–2016 | „Pan y Tierra“ Collage zum Thema „Land Grabbing“ mit Beat Dietschy und Katharina Morello                         |
| 2013–2014 | „Deine Küsse verzaubern mich“ Konzertlesung mit Pierre Stutz                                                     |
| 2014–     | „Buen vivir“ - Das Recht auf ein gutes Leben mit Alberto Acosta                                                  |
| 2018–2019 | „Nicaragua - Hasta que seamos libres - Bis dass wir frei sind“" Konzertlesung mit Gioconda Belli                 |
| 2018–     | „Die Welt im Zenit“ mit Patrica Gualinga                                                                         |
| 2018–     | „Buen vivir meets Postwachstumsökonomie“ mit Alberto Acosta und Nico Paech                                       |
| 2019–2020 | „Ich bin wie ein weites Land“ Konzertlesung mit Gioconda Belli                                                   |

## Diskografie
- 500 Jahre Einsamkeit (1992)
- Encuentros (Begegnungen) (1993)
- De Maiz y Fuego (Von Mais und Feuer) (1996)
- Verrückt nach Licht (1999)
- Canto del Agua (Gesang des Wassers) (1999)
- Das Lied der Erde singen - In einer Welt der Gewalt (2003)
- Sin Fronteras (2006)
- Träger der Träume (2007)
- Canto a la Vida (2008)
- Horizontes (2011)
- Porto La Plata (2017)